# Liste des ordres, décorations et médailles de l'Espagne
Les ordres, décorations et médailles de l'Espagne constituent un système par lequel les citoyens, civils et militaires espagnols sont récompensés pour leur courage, leur réussite ou pour services rendus.
Cette liste regroupe par date de création, les ordres, décorations et médailles officielles actuellement décernées par l'État d'Espagne. Cette liste n'est pas exhaustive.

## Ordres honorifiques et dynastiques

### Ordres contemporains
Les ordres contemporains ont pour souverain le monarque actuel d'Espagne, soit le roi Felipe VI.

#### Ordre dynastique
| Ruban | Ordre                   | Nom original                 | Caractéristique | Fondation | Fondateur                                                                          | Observations             |
| ----- | ----------------------- | ---------------------------- | --------------- | --------- | ---------------------------------------------------------------------------------- | ------------------------ |
|       | Ordre de la Toison d'or | (es) Orden del Toisón de Oro | Civil           | 1429      | Le duc Philippe III de Bourgogne et introduit en Espagne par Philippe II vers 1560 | Existe aussi en Autriche |

#### Ordres honorifiques nationaux
| Ruban | Ordre                                                        | Nom original                                                     | Caractéristique                                          | Fondation | Fondateur                                                                  | Observations                                                            |
| ----- | ------------------------------------------------------------ | ---------------------------------------------------------------- | -------------------------------------------------------- | --------- | -------------------------------------------------------------------------- | ----------------------------------------------------------------------- |
|       | Ordre d'Alcántara                                            | (es) Orden de Alcántara                                          | Militaire (religieux) puis civil en 1875                 | 1156      | Les frères Don Suero et Gomez Fernando Barrientes ( Royaume de Castille)   | Existe aussi au Portugal sous le nom d'ordre de Saint-Julien de Pereiro |
|       | Ordre de Calatrava                                           | (es) Orden de Calatrava                                          | Militaire (religieux) puis civil en 1875                 | 1158      | L'abbé Raymond ( Royaume de Castille)                                      | L'ordre est une branche de l'ordre cistercien                           |
|       | Ordre de Santiago (ou Ordre de Saint-Jacques de Compostelle) | (es) Orden de Santiago (o Orden de Santiago de Compostela)       | Militaire (religieux) puis civil en 1875                 | 1170      | Ferdinand II ( Royaume de León)                                            | Existe aussi au Portugal sous le nom d'ordre de Saint-Jacques de l'Épée |
|       | Ordre de la Miséricorde (ou Ordre de Notre-Dame-de-la-Merci) | (es) Orden de la Merced (o Orden de Nuestra Señora de la Merced) | Militaire (religieux)                                    | 1218      | Saint Pierre Nolasque (soutenue par le roi Jacques Ier ( Royaume d'Aragon) |                                                                         |
|       | Ordre de Montesa                                             | (es) Orden de Montesa                                            | Militaire (religieux) puis civil à partir du XIXe siècle | 1316      | Jacques II ( Royaume d'Aragon)                                             |                                                                         |
|       | Ordre de Charles III d'Espagne                               | (es) Orden Española de Carlos III                                | Militaire (religieux) puis civil en 1847                 | 1771      | Charles III                                                                |                                                                         |
|       | Ordre de la Reine Marie-Louise                               | (es) Orden de las Damas Nobles de la Reina María Luisa           | Civil                                                    | 1792      | Charles IV                                                                 | Ordre féminin                                                           |
|       | Ordre de Saint-Ferdinand                                     | (es) Orden de San Fernando                                       | Militaire                                                | 1811      | Les Cortes Generales                                                       |                                                                         |
|       | Ordre Royal et Militaire de Saint-Herménégilde               | (es) Real y Militar Orden de San Hermenegildo                    | Militaire                                                | 1814      | Ferdinand VII                                                              |                                                                         |
|       | Ordre d'Isabelle-la-Catholique                               | (es) Orden de Isabel la Católica                                 | Civil                                                    | 1815      | Ferdinand VII                                                              |                                                                         |

#### Ordres honorifiques ministériels
| Ruban | Ordre                                                                   | Nom original                                                                         | Caractéristique | Fondation | Fondateur        | Observations                                                                                  |
| ----- | ----------------------------------------------------------------------- | ------------------------------------------------------------------------------------ | --------------- | --------- | ---------------- | --------------------------------------------------------------------------------------------- |
|       | Ordre Civil de Santé                                                    | (es) Orden Civil de Sanidad                                                          | Civil           | 1838      | Isabelle II      | Décerné par le ministère de la santé espagnol Remplace l'Ordre de bienfaisance                |
|       | Ordre d'Alphonse X le Sage                                              | (es) Orden de Alfonso X el Sabio                                                     | Civil           | 1902      | Alphonse XIII    | Décerné par le ministère de l'éducation espagnol                                              |
|       | Ordre du Mérite civil                                                   | (es) Orden del Mérito Civil                                                          | Civil           | 1926      | Alphonse XIII    | Décerné par le ministère des affaires étrangères espagnol                                     |
|       | Ordre du mérite policier                                                | (es) Orden del Mérito Policial                                                       | Civil           | 1943      | Francisco Franco | Décerné par le ministère de l'intérieur espagnol                                              |
|       | Ordre de San Raimundo de Peñafort                                       | (es) Orden de San Raimundo de Peñafort                                               | Civil           | 1944      | Francisco Franco | Décerné par le ministère de la justice espagnol                                               |
|       | Ordre de Cisneros                                                       | (es) Orden de Cisneros                                                               | Civil           | 1944      | Francisco Franco | Décerné par le ministère de la présidence (Toujours en vigueur mais plus décerné depuis 1977) |
|       | Ordre Civil du Mérite Postal                                            | (es) Orden Civil del Mérito Postal                                                   | Civil           | 1960      | Francisco Franco | Décerné par le ministère des transports espagnol                                              |
|       | Ordre du mérite de la Garde civile                                      | (es) Orden del Mérito de la Guardia Civil                                            | Civil           | 1976      | Juan Carlos Ier  | Décerné par le ministère de l'intérieur espagnol                                              |
|       | Ordre Royal du Mérite Sportif                                           | (es) Real Orden del Mérito Deportivo                                                 | Civil           | 1982      | Juan Carlos Ier  | Décerné par le président du Conseil supérieur des sports espagnol                             |
|       | Ordre du mérite agraire, halieutique et alimentaire                     | (es) Orden del Mérito Agrario, Pesquero y Alimentario                                | Civil           | 1987      | Juan Carlos Ier  | Décerné par le ministère de l'agriculture espagnol                                            |
|       | Ordre du mérite constitutionnel                                         | (es) Orden del Mérito Constitucional                                                 | Civil           | 1988      | Juan Carlos Ier  | Décerné par le ministère de la présidence                                                     |
|       | Ordre Civil de Solidarité Sociale                                       | (es) Orden Civil de la Solidaridad Social                                            | Civil           | 1989      | Juan Carlos Ier  | Décerné par le ministère du travail espagnol Remplace l'Ordre de bienfaisance                 |
|       | Ordre du Mérite du Plan National Drogues                                | (es) Orden al Mérito del Plan Nacional sobre Drogas                                  | Civil           | 1995      | Juan Carlos Ier  | Décerné par le ministère de l'intérieur espagnol                                              |
|       | Ordre Civil du Mérite en Télécommunications et Société de l'Information | (es) Orden Civil del Mérito de Telecomunicaciones y de la Sociedad de la Información | Civil           | 1997      | Juan Carlos Ier  | Décerné par le ministère de l'industrie espagnol                                              |
|       | Ordre Royal de Reconnaissance Civile des Victimes du Terrorisme         | (es) Real Orden de Reconocimiento Civil a las Víctimas del Terrorismo                | Civil           | 1999      | Juan Carlos Ier  | Décerné par le ministère de l'intérieur espagnol                                              |
|       | Ordre des Arts et des Lettres d'Espagne                                 | (es) Orden de las Artes y las Letras de España                                       | Civil           | 2008      | Juan Carlos Ier  | Décerné par le ministère de la culture espagnol                                               |
|       | Ordre Civil du Mérite Environnemental                                   | (es) Orden Civil del Mérito Medioambiental                                           | Civil           | 2009      | Juan Carlos Ier  | Décerné par le ministère de l'environnement espagnol                                          |

### Ordres abolis ou éteint
| Ruban | Ordre                                                      | Nom original                                                     | Caractéristique                  | Fondation   | Fondateur                                     | Abolition                                                                                   | Observations |
| ----- | ---------------------------------------------------------- | ---------------------------------------------------------------- | -------------------------------- | ----------- | --------------------------------------------- | ------------------------------------------------------------------------------------------- | --- |
|       | Ordre de Notre-Dame des Lys                                | (es) Orden de Nuestra Señora de los Lirios                       | Militaire (religieux)            | 1023        | Sanche IV ( Royaume de Navarre)               | Éteint                                                                                      | |
|       | Ordre de la Terrasse (ou Ordre du Lys et de la Jarre)      | (es) Orden de la Terraza (o Orden de las Azucenas y de la Jarra) | Militaire (religieux)            | 1044        | Garcia III ( Royaume de Navarre)              | Éteint                                                                                      | Divisé en deux ordres du Lys et de la Jarre                                                                                                  |
|       | Fraternité de Belchite                                     | (es) Cofradía de Belchite                                        | Militaire (religieux)            | 1122        | Alphonse Ier ( Royaume d'Aragon)              | Éteint                                                                                      | |
|       | Ordre militaire de Monreal (ou Militia Christi de Monreal) | (es) Orden militar de Monreal (o Militia Christi de Monreal)     | Militaire (religieux)            | 1124        | Alphonse Ier ( Royaume d'Aragon)              | 1150 (Après son intégration à l' Ordre du Temple)                                           | Éteint en Espagne mais encore actif dans d'autres pays                                                                                       |
|       | Ordre de la Hache                                          | (es) Orden del Hacha                                             | Honorifique                      | 1149        | Comte Raimond-Bérenger IV ( Royaume d'Aragon) | XVe siècle                                                                                  | Ordre féminin |
|       | Ordre de Montjoie (ou Ordre de Sainte-Marie de Montegaudo) | (es) Orden de Montjoie (Orden de Santa Maria de Montegaudio)     | Militaire (religieux)            | 1174        | Rodrigo Alvarez de Sarriá ( Royaume de León)  | 1196 (Après son intégration à l' Ordre du Temple)                                           | |
|       | Ordre d'Alcalá de la Selva                                 | (es) Orden de Alcalá de la Selva                                 | Militaire (religieux)            | 1174        | Alphonse II ( Royaume d'Aragon)               | 1376 (Après la vente du château et de la ville d'Alcalá)                                    | |
|       | Ordre de l'Hôpital du Saint Rédempteur                     | (es) Orden del Hospital de San Redentor                          | Militaire (religieux)            | 1187        | Alphonse II ( Royaume d'Aragon)               | 1196 (Après son intégration à l' Ordre du Temple)                                           | |
|       | Ordre de Saint-Georges d'Alfama                            | (es) Orden de San Jorge de Alfama                                | Militaire (religieux)            | 1201        | Pierre II ( Royaume d'Aragon)                 | 1400 (Après son intégration à l'Ordre de Montesa)                                           | |
|       | Ordre des Frères Hospitaliers de Burgos                    | (es) Orden de los Hermanos Hospitalarios de Burgos               | Militaire (religieux)            | 1212        | Alphonse VIII ( Royaume de Castille)          | 1836 (Après la confiscation de Mendizabal)                                                  | |
|       | Ordre de Santiago dans la Couronne d'Aragon                | (es) Orden de Santiago en la Corona de Aragón                    | Militaire (religieux)            | 1212        | Pierre II ( Royaume d'Aragon)                 | Éteint                                                                                      | |
|       | Ordre de Saint Pierre Martyr                               | (es) Orden de San Pedro Mártir                                   | Militaire (religieux)            | 1216        | Saint-Domingue de Guzmán                      | Éteint                                                                                      | Devenu ordre espagnol après le rétablissement de Ferdinand VII sur le trône d'Espagne                                                        |
|       | Ordre de la Concorde                                       | (es) Orden de la Concordia                                       | Militaire (religieux)            | 1261        | Ferdinand III ( Royaume de Castille)          | Éteint                                                                                      | Fondateur débattu entre Ferdinand III et Alphonse X                                                                                          |
|       | Ordre de Sainte-Marie de la Mer                            | (es) Orden de Santa María de España                              | Militaire (religieux)            | 1270        | Alphonse X ( Royaume de Castille)             | 1280 (Après la bataille de Moclín)                                                          | Pour assurer la défense navale de la Castille                                                                                                |
|       | Ordre de l'Échelle                                         | (es) Orden de la Escama                                          | Militaire (religieux)            | 1318        | Alphonse XI ( Royaume de Castille)            | 1474 (Disparu à la mort d'Henri IV de Castille)                                             | |
|       | Ordre de la Bande                                          | (es) Orden de la Banda                                           | Militaire (religieux)            | 1332        | Alphonse XI ( Royaume de Castille)            | 1474                                                                                        | |
|       | Ordre de la Colombe                                        | (es) Orden de la Paloma                                          | Militaire (religieux)            | XIXe siècle | Jean Ier ( Royaume de Castille)               | Dissous 1 ans après sa création                                                             | |
|       | Ordre de la Raison                                         | (es) Orden de la Razón                                           | Militaire (religieux)            | 1385        | Jean Ier ( Royaume de Castille)               | Éteint                                                                                      | |
|       | Ordre de l'Écharpe                                         | (es) Orden de las Damas de la Banda                              | Militaire (religieux)            | 1387        | Jean Ier ( Royaume de Castille)               | 1388 (Après son intégration à l'Ordre de la Bande)                                          | Ordre féminin |
|       | Ordre du Lévrier Blanc                                     | (es) Orden del Lebrel Blanco                                     | Militaire (religieux)            | 1391        | Charles III de Navarre ( Royaume de Navarre)  | Éteint                                                                                      | |
|       | Ordre de l'Hermine                                         | (es) Orden del Armiño                                            | Militaire (religieux)            | 1436        | Alphonse V ( Royaume d'Aragon)                | Éteint                                                                                      | |
|       | Ordre de Bourgogne                                         | (es) Orden de Borgoña                                            | Militaire                        | 1535        | Charles Ier                                   | Éteint                                                                                      | |
|       | Ordre de Saint-André                                       | (es) Orden de San Andrés                                         | Militaire                        | 1570        | Philippe II                                   | 1581 (Après la réforme de l'Ordre de la Toison d'Or)                                        | Ordre inachevé (aucun attribut, statut, ni décoration ne sont connus)                                                                        |
|       | Ordre royal d'Espagne                                      | (es) Real Orden de España                                        | Militaire puis ouvert aux civils | 1808        | Joseph-Napoléon Ier                           | 1813 (Après le règne de Joseph)                                                             | Remplace (le temps du règne de Joseph) les ordres de Saint-Jacques Santiago, de Calatrava, de Montesa et d'Alcantara                         |
|       | Ordre d'Isabelle II                                        | (es) Orden de Isabel II                                          | Militaire                        | 1833        | Ferdinand VII                                 | Eteint                                                                                      | Ne pas confondre avec l'ordre d'Isabelle la Catholique                                                                                       |
|       | Ordre Civil de María Victoria                              | (es) Orden Civil de María Victoria                               | Civil                            | 1871        | María Victoria d'Espagne                      | 1873 (Après la proclamation de la Première République)                                      | |
|       | Ordre de Bienfaisance                                      | (es) Orden de la Beneficencia                                    | Civil                            | 1856        | Isabelle II                                   | 1983 (Divisé et remplacé par l'Ordre Civil de Solidarité Sociale et l'Ordre civil de Santé) | |
|       | Ordre Royal et Militaire de María Cristina                 | (es) Real y Militar Orden de María Cristina                      | Militaire                        | 1889        | Marie-Christine d'Autriche                    | 1931                                                                                        | |
|       | Ordre naval royal et militaire de María Cristina           | (es) Real y Militar Orden Naval de María Cristina                | Militaire                        | 1891        | Marie-Christine d'Autriche                    | 1931                                                                                        | |
|       | Ordre d'Alphonse XII                                       | (es) Orden de Alfonso XII                                        | Civil                            | 1902        | Alphonse XIII                                 | 1988 (Après la refonte de l'Ordre d'Alphonse X)                                             | |
|       | Ordre du mérite Khalifien                                  | (es) Orden del Mérito Jalifiano                                  | Civil                            | 1913        | Les Cortes Generales                          | 1958 (Avec la fin du protectorat espagnol)                                                  | |
|       | Ordre de la Légitimité Proscrite                           | (es) Orden de la Legitimidad Proscrita                           | Militaire et civil               | 1923        | Jacques de Bourbon                            | 1936 (Avec la mort d'Alphonse-Charles de Bourbon)                                           | Eteint depuis la mort d'Alphonse-Charles de Bourbon Grande maîtrise de l'ordre disputée entre diverses branches qui se réclament du carlisme |
|       | Ordre de la République espagnole                           | (es) Orden de la República Española                              | Civil                            | 1932        | Gouvernement de Niceto Alcalá-Zamora          | 1937 (Après la prise de pouvoir de Franco)                                                  | |
|       | Ordre Civil Africain                                       | (es) Orden Civil de África                                       | Civil                            | 1933        | Gouvernement de Niceto Alcalá-Zamora          | 1977 (Après le retour de la Troisième Restauration)                                         | A été conservé pendant le régime franquiste                                                                                                  |
|       | Ordre Impérial du Joug et des Flèches                      | (es) Orden Imperial del Yugo y las Flechas                       | Militaire et civil               | 1937        | Francisco Franco                              | 2022 (Aboli après l'entrée en vigueur de la loi sur la mémoire démocratique)                | |